# Sceny zbrodni (2001)
Sceny zbrodni – amerykańsko-niemiecki film kryminalny z 2001 roku.

## Główne role
- Jeff Bridges – Jimmy Berg
- Jon Abrahams – Lenny Burroughs
- R. Lee Ermey – Pan Parker
- Mädchen Amick – Carmen
- Morris Chestnut – Ray
- Kerri Randles – Donna
- Noah Wyle – Seth
- Henry Rollins – Greg
- Lombardo Boyar – Zeke
- Kenny Johnston – Al
- Peter Greene – Rick
- Bob Gunton – Steven, wspólnik Jimmy'ego
- Dominic Purcell – Mark
- Robert Wahlberg – Arnon
- Brian Goodman – Trevor
- Nicholas Gonzalez – Marty
- Justin Louis – Louis
- Mizuo Peck – Sharon
- Chase Ellison – Blake Berg
- Amy Wieczorek – Theresa

## Fabuła
Młody chłopak Lenny wkrótce ma się ożenić. Ale nie bardzo go stać na ślub, dlatego szuka pracy. Podejmie się każdej, więc przyjmuje ofertę jako kierowca Jimmy'ego Berga - gangstera. Ale wszystko bierze w łeb, gdy jego szef zostaje zamordowany przez konkurenta. Ten zaczyna ścigać Lenny'ego, bo za dużo widział.